# Onversaagdklasse

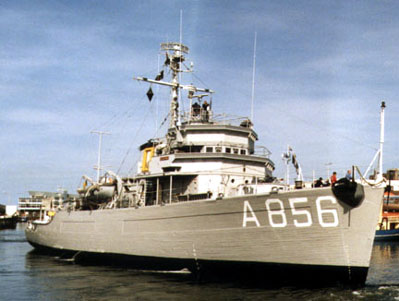
Hr. Ms. Onverschrokken als Mercuur
bron:Koninklijke Marine.

De Onversaagdklasse is een Nederlandse mijnenvegerklasse die zes schepen omvat. De schepen zijn vergelijkbaar met de Amerikaanse Aggressiveklasse, alle schepen van de Onversaagdklasse zijn dan ook in de Verenigde Staten gebouwd als schepen van de Aggressiveklasse. De Amerikaanse scheepswerven Astoria Marine Construction Co. uit Astoria en Peterson Builders Inc uit Sturgeon Bay waren verantwoordelijk voor de bouw van de Nederlandse schepen. De schepen van de Onversaagdklasse zijn aan Nederland overgedragen in het kader van het Mutual Defense Aid Program (MDAP).

## Schepen
- Hr. Ms. Onversaagd (1954 - 1976)[1]
- Hr. Ms. Onbevreesd (1954 - 1982)[1]
- Hr. Ms. Onverdroten (1954 - 1982)[1]
- Hr. Ms. Onvermoeid (1954 - 1971)[1]
- Hr. Ms. Onvervaard (1955 - 1982)[1]
- Hr. Ms. Onverschrokken (1954 - 1972)[1], nu een museumschip in het Dokje van Perry in Vlissingen

## Taken
De schepen van de Onversaagdklasse waren speciaal ingericht als mijnenveger voor diepe wateren, dus voor het ruimen van zeemijnen buiten de territoriale wateren. Het Amerikaanse ontwerp was bedoeld als reactie op de mijnenlegoperatie van Noord-Korea gedurende de Koreaanse Oorlog. De schepen waren in staat om magnetische, akoestische en contactmijnen te ruimen. Tegelijkertijd werden voor het ruimen van mijnen binnen de territoriale wateren kustmijnenvegers van de Beemsterklasse aan Nederland overgedragen, die eveneens in Amerika waren gebouwd.
Per 2 augustus 1965 werden de schepen van de Onversaagdklasse, met uitzondering van de Onversaagd en Onverschrokken geherklasseerd, waarna de schepen te boek gingen als hoofdkwartierondersteuningsschepen ten behoeve van de Mijnendienst. Bij de herklassering werden de mijnenveegtuigen niet verwijderd. 

## Technische kenmerken
De schepen van Onversaagdklasse waren 52,5 meter lang, 11 meter breed en hadden een diepgang van 3,2 meter. De schepen hadden een standaard waterverplaatsing van 790 ton en volbeladen een waterverplaatsing van 853 ton. De twee dieselmotoren leverden een vermogen van in totaal 1600 pk waardoor de schepen een maximale snelheid hadden van 13 knopen. Om de schepen in bedrijf te houden was een bemanning nodig van tussen de 57 en 77 koppen.

## Bewapening
Voor zelfverdediging waren de schepen van de Onversaagdklasse uitgerust met een 40mm-Bofors-mitrailleur.